# Ruta de los Emperadores Romanos

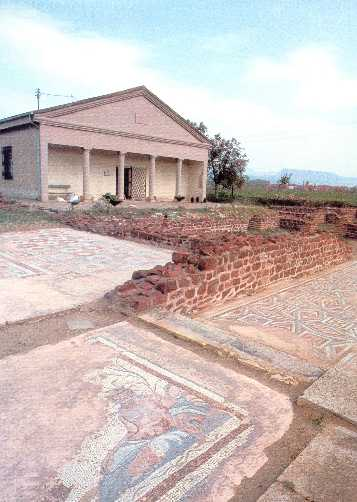
Mediana (la moderna Niš), ciudad natal del Emperador Constantino, uno de los sitios de la ruta

La Ruta de los emperadores romanos (en latín: Itinerarium Romanum Serbiae; serbio: Путевима римских императора
) es un proyecto de turismo y arqueología en Serbia, que abarca 600 km con varios antiguos sitios romanos, entre las que destacan ciudades notables, propiedades y lugares de nacimiento de varios emperadores romanos en Serbia. El nombre del proyecto está derivado del hecho que 17 emperadores romanos nacieron dentro de las fronteras actuales de Serbia, el segundo país después de Italia con el mayor número de emperadores oriundos. Los sitios incluyen ciudades romanas importantes como Sirmio, Félix Romuliana (Patrimonio Mundial de la UNESCO) y Naissus. El proyecto se considera uno de los más grandes proyectos arqueológicos y turísticos de Serbia, y su junta directiva está guiada y financiada por el Ministerio de Economía y Desarrollo Regional y el Ministerio de Cultura.  Está considerado como una de las marcas nacionales de Serbia.

## Sitios
| Imagen   | Ubicación | Notas |
| -------- | --- | --- |
|          | Sirmio o Sirmium | Sirmium (la moderna Sremska Mitrovica, Vojvodina provincia, Serbia) fue una ciudad romana en la antigua Panonia. Sirmio fue fundada por los celtas en el siglo III a. C. y conquistado por el Imperio Romano en el siglo I a. C.. Durante el Bajo Imperio romano, fue la capital económica de Panonia y una de las cuatro ciudades capitales del imperio. La región actual de Syrmia (Srem) lleva el nombre de la antigua Sirmio. En 1990, Sirmio fue añadido a la Lista de Sitios Arqueológicos de Importancia Excepcional, protegido por la República de Serbia. |
|          | Singidunum | Singidunum (idioma protocéltico: *Singidun, en griego: Σιγγιδών) es el nombre de la antigua ciudad en Serbia que se convirtió en la actual Belgrado, la capital de Serbia. Existe un récord que la tribu celta los Escordiscos se asentaron el área en el siglo III a. C. después de la Invasión celta de los Balcanes. Los romanos conquistaron el área en el 75 aC y más tarde asentaron a la Legio IV Flavia Félix en el 86 d. C. Aquí nació también el emperador Joviano. Belgrado ha surgido de sus cenizas 38 veces. |
|          | Viminacium | Viminacium (VIMINACIVM) fue una ciudad importante (capital de provincia) y campamento militar de la provincia de Moesia (hoy Serbia), y capital de Moesia Superior. El sitio arqueológico ocupa un total de 450 hectáreas. Las ciudad data al siglo I d. C. y contiene restos arqueológicos de templos, calles, plazas, anfiteatros, palacios, hipódromos y baños romanos. Yace en la calzada romana conocida como la Vía Militaris. |
|          | Tabula Traiana | Una placa conmemorativa romana conocida como la Tabla de Trajano ("Tabula Traiana"), de 4 metros de ancho y 1.75 metros de altura, conmemora la terminación de la carretera militar por Trajano y se encuentra en el lado serbio que afronta Rumanía en la cercanía de Ogradina. El texto de la placa lee: IMP. CAESAR. DIVI. NERVAE. FNERVA TRAIANVS. AVG. GERMPONTIF MAXIMUS TRIB TARRO IIII PATER PATRIAE COS IIIMONTIBVUS EXCISI(s) ANCO(ni)BVSSVBLAT(i)S VÍA(m) F(ecit) |
|          | Diana | La Fortaleza Diana es un fuerte romano (castrum) construido en 100–101 dC en Kladovo, Serbia. Está localizado en los acantilados (Djerdap) encima del Danubio en el sitio arqueológico de Karatas cerca de Kladovo. Los edificios principales fueron construidos en piedra en una ubicación estratégica en los altos de la frontera del Danubio en 100 dC durante el reinado de Trajano, quien estableció un campamento militar en las cercanías. Sufrió modificaciones adicionales a finales del siglo III y comienzos del IV cuando se añadieron torres como defensa adicional hacia el río. A mediados del siglo IV el fuerte sufrió daños durante la invasión de los hunos y reconstruido durante el 530 dC por Justiniano. |
|          | Pons Traiani | El puente de Trajano (en rumano: Podul lui Traian; en serbio: Трајанов мост:, Trajanov Most) o Puente de Apolodoro sobre el Danube fue un puente segmentado de arcos, el primer para ser construido sobre el más bajo Danube. Durante más de mil años, fue el puente de arco más largo del mundo, en lo que se trata de longitud. El puente fue construido por el arquitecto griego Apolodoro de Damasco para el despliegue de tropas en las guerras dacias, en 105 d. C. |
|          | Felix Romuliana | Gamzigrad (Serbio: en serbio: Гамзиград, en latín: FELIX ROMVLIANA) es un sitio arqueológico y Patrimonio de la Humanidad, ubicado al sur del Danubio, cerca de la ciudad de Zaječar. Aquí se encuentra el antiguo complejo romano de palacios y templos llamado Félix Romuliana, construido por el emperador Galerio. El área principal cubre 10 acres (40,000 m²). |
|          | Naissus et Mediana | Mediana Es un sitio arqueológico importante del periodo romano tardío localizado en el suburbio oriental de la ciudad serbia de Niš. Es ejemplo de una lujosa residencia con una economía altamente organizada. Las excavaciones han revelado una villa con peristilo, termas, granero y torre de agua. La residencia data al reinado de Constantine el Grande entre el 306 y 337 d. C. A pesar de que artefactos romanos se pueden encontrar esparcidos por todas partes del área de la actual Niš, Mediana representa la mejor preservada parte del antiguo Naissus. En 1979, Mediana fue añadida a los Sitios Arqueológicos de lista de Importancia Excepcional, protegido por República de Serbia.                          |
|          | Iustiniana Prima | Justiniana Prima (serbio: en serbio: Царичин град, Caričin Grad) es un sitio arqueológico cerca de la ciudad de Leskovac en el sur de Serbia, y fue fundada por Justiniano I en el 535 como sede de un arzobispado cuya jurisdicción abarcaba los Balcanes Centrales. En 1979, Justiniana Prima fue añadida a la Lista de Sitios Arqueológicos de Importancia Excepcional, protegida por la República de Serbia. |
| Šarkamen | Šarkamen Es un sitio arqueológico romano en Negotin, Serbia oriental. La construcción de la fortificación data al reino de Maximino Daya, después del 305 d. C. Formó parte de la Dacia Ripensis. | |